# CXCL7
CXCL7 (také uváděný pod zkratkou NAP-2) je signální protein z rodiny chemokinů. Chemokiny v organismu usměrňují pohyb imunitních buněk. CXC v názvu odráží uspořádání cytsteinů v N-koncové části proteinu, dle kterého se chemokiny rozdělují do 4 skupin. CXCL7 interaguje s receptorem CXCR2 a funguje hlavně jako atraktor neutrofilů, podobně jako CXCL8 (známý jako IL-8). Nejprve byl zkoumán CXCL7 produkovaný v destičkách jako prostředník mezi poškozením cévní stěny a vyvoláním zánětu. V posledních letech je zkoumáno působení CXCL7 v nádorech, kde jeho zdrojem mohou být i jiné buňky, např. makrofágy.

## Krevní srážlivost a zánět
CXCL7 je nejvíce koncentrovaný z řady chemokinů obsažených v trombocytech. Nachází se v alfa granulech, která jsou vypouštěna po jejich aktivaci. Podle způsobu proteolytického štěpení se rozlišují čtyři isoformy: PBP, CTAP-III, β-TG, a NAP-2 (seřazeno od nejdelší po nejkratší). V některých zdrojích je názvem CXCL7 myšlen pouze NAP-2, který nejvíce vzniká štěpením z CTAP-III. Na neutrofily působí především NAP-2. Směřuje je k místu vzniku primární sraženiny, podporuje jejich vazbu na endotel a migraci hlouběji do cévní stěny. Izoforma CTAP-III má pravděpodobně přímé antimikrobiální účinky. CXCL7 také aktivuje pojivovou tkáň, což se projevuje zvýšenou syntézou glykosaminoglykanů a DNA.
Destičky nereagují pouze na poškození cévní stěny. Mohou se vázat přímo na patogen a spustit zánětlivou odpověď. Mohou patogen izolovat tím, že jej obklopí sraženinou, nebo jej internalizovat.
Neutrofily přivolané chemokinovými signály se podílejí na vzniku sraženiny. Aktivované destičky exprimují P-selektin, jehož vazba na neutrofil způsobí jeho aktivaci. To se projeví uvolněním elastázy, která štěpením inaktivuje protisrážlivé faktory, a spuštěním procesu NETózy, kdy neutrofil vyvrhne síť DNA a různých proteinů. Tato síť váže srážlivé faktory a další destičky.

## Rakovina
Hladina CXCL7 v séru je zkoumána jako možný marker několika typů nádorů.
Nádorové buňky karcinomu prsu stimulují produkci CXCL7 v makrofázích pomocí CSF1. CXCL7 přitahuje další monocyty, jež se diferencují v makrofágy, a pravděpodobně napomáhá k progresi nádoru, jelikož jeho inhibice zpomaluje růst nádoru a úroveň exprese CXCL7 koreluje s prognózou pacienta.